# Paraphysodeutera
Paraphysodeutera es un género de coleópteros adéfagos de la familia Carabidae.

## Especies
Contiene las siguientes especies:
- Paraphysodeutera kamilmoraveci J. Moravec, 2004
- Paraphysodeutera maviauxi J. Moravec, 2002